# 다이쇼 대분화

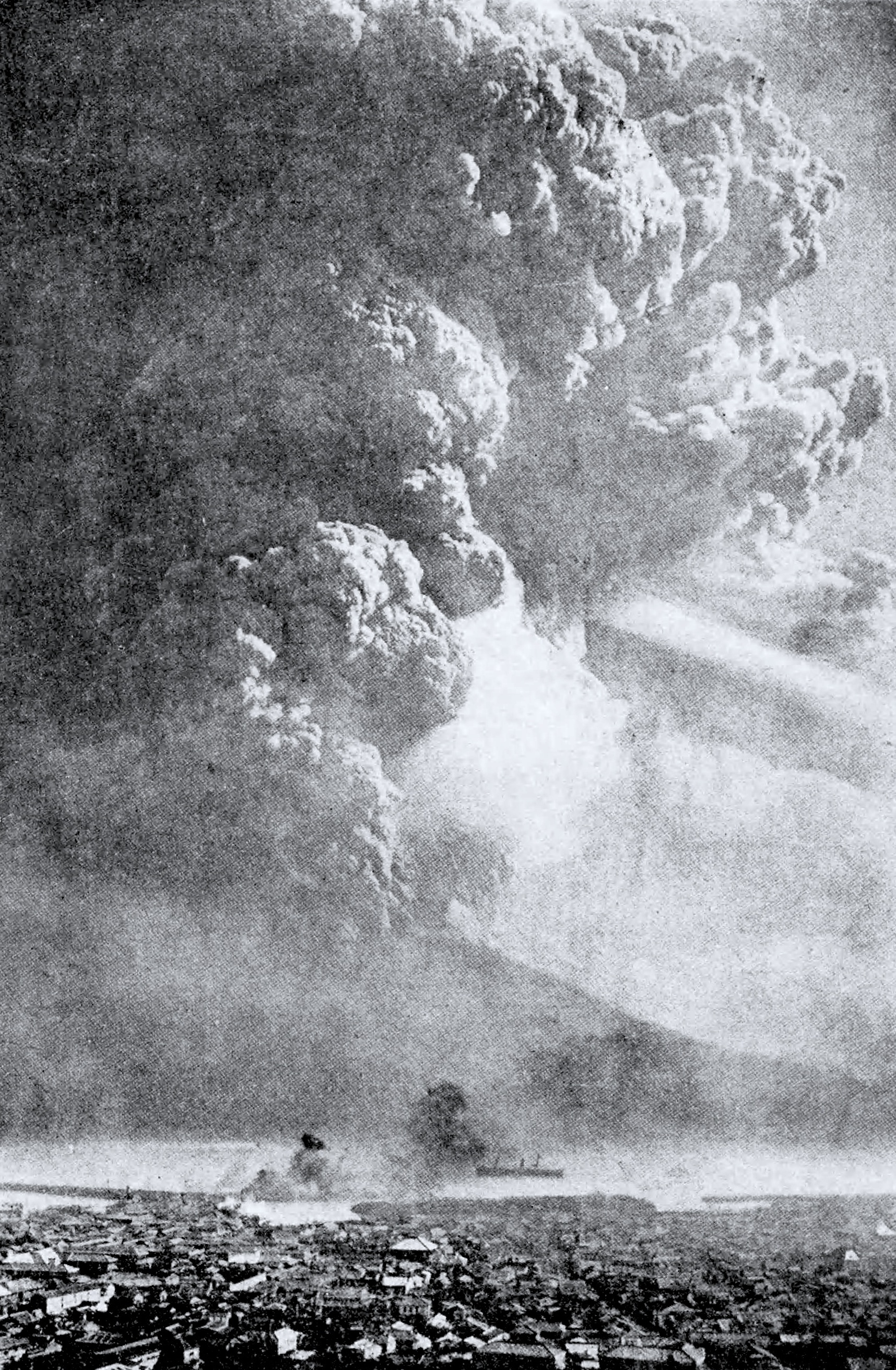
다이쇼 대분화

다이쇼 대분화(일본어: 大正大噴火)는 1914년 1월 12일 사쿠라지마가 분화한 사건을 말한다. 사쿠라지마는 원래는 섬이었으나, 다이쇼 대분화로 사이의 바다가 메워져 오스미반도와 연결되어 더 이상 섬이 아니다. 이 분화로 58명이 사망하고, 112명이 부상을 입었다.

## 개요

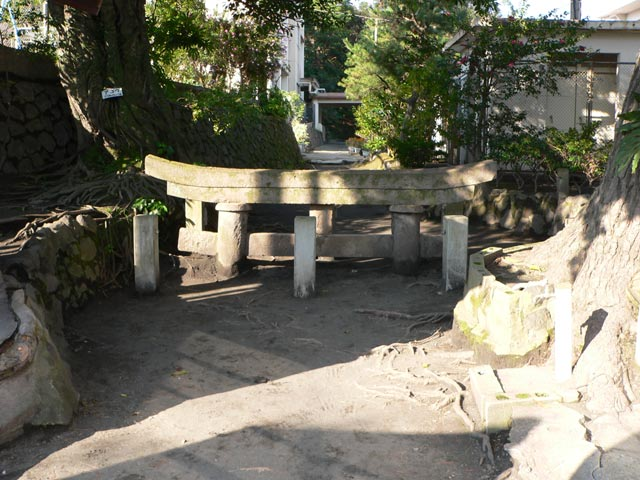
사쿠라지마의 매몰 토리이구로진 취락의 이 토리이는 다이쇼 대분화로 상부를 약간 남겨놓고 분석이나 화산재에 묻혀버렸다(약2m)

1914년(다이쇼 3년) 1월 12일에 분화가 시작되어, 그 후 약 1개월간 빈번하게 폭발이 반복되어 다량의 용암이 유출되었다. 일련의 분화에 의해 사망자 58명을 냈다.유출된 용암의 부피는 약 1.5km3, 용암으로 덮인 면적은 약 9.2km2, 용암류는 사쿠라지마 서쪽 및 남동쪽 해상으로 뻗어 그동안 해협(거리 최대 400m, 최심부 100m)으로 떨어져 있던 사쿠라지마와 오스미 반도가 육지로 이어졌다.